# Пайн-Ридж (Південна Кароліна)
Пайн-Ридж (англ. Pine Ridge) — місто (англ. town) в США, в окрузі Лексінгтон штату Південна Кароліна. Населення — 2167 осіб (2020).

## Географія
Пайн-Ридж розташований за координатами 33°54′24″ пн. ш. 81°5′45″ зх. д. / 33.90667° пн. ш. 81.09583° зх. д. (33.906785, -81.095920).  За даними Бюро перепису населення США в 2010 році місто мало площу 12,32 км², з яких 12,23 км² — суходіл та 0,09 км² — водойми.

## Демографія
Згідно з переписом 2010 року, у місті мешкали 2064 особи в 793 домогосподарствах у складі 594 родин. Густота населення становила 168 осіб/км².  Було 849 помешкань (69/км²).
Расовий склад населення:
| - 86,6 % — білих - 9,7 % — чорних або афроамериканців - 1,3 % — азіатів - 0,3 % — корінних американців |

До двох чи більше рас належало 1,4 %. Частка іспаномовних становила 1,8 % від усіх жителів.
За віковим діапазоном населення розподілялося таким чином: 22,9 % — особи молодші 18 років, 63,9 % — особи у віці 18—64 років, 13,2 % — особи у віці 65 років та старші. Медіана віку мешканця становила 39,6 року. На 100 осіб жіночої статі у місті припадало 93,1 чоловіків;  на 100 жінок у віці від 18 років та старших — 92,3 чоловіків також старших 18 років.
Середній дохід на одне домашнє господарство  становив 82 419 доларів США (медіана — 72 109), а середній дохід на одну сім'ю — 94 085 доларів (медіана — 83 696). Медіана доходів становила 51 250 доларів для чоловіків та 41 023 долари для жінок. За межею бідності перебувало 4,9 % осіб, у тому числі 3,9 % дітей у віці до 18 років та 0,0 % осіб у віці 65 років та старших.
Цивільне працевлаштоване населення становило 1091 особа. Основні галузі зайнятості: освіта, охорона здоров'я та соціальна допомога — 17,5 %, публічна адміністрація — 11,6 %, мистецтво, розваги та відпочинок — 11,6 %.